# Lars Schandorff
Lars Schandorff (ur. 20 kwietnia 1965 w Kopenhadze) – duński szachista, arcymistrz od 1996 roku.

## Kariera szachowa
W 1982 r. podzielił VII miejsce na mistrzostwach świata juniorów do lat 20 w Kopenhadze. W 1988 r. zdobył jedyny, jak do tej pory, złoty medal w indywidualnych mistrzostwach Danii. W tym samym roku zadebiutował w narodowej drużynie na szachowej olimpiadzie w Salonikach. Do 2008 r. w olimpijskich turniejach wziął udział jeszcze siedmiokrotnie. Poza tym, w latach 2005–2009 trzykrotnie reprezentował Danię na drużynowych mistrzostwach Europy w Göteborgu.
W 1989 r. zwyciężył (wspólnie z Aleksandrem Koczijewem w Tallinnie (turniej B). W 2002 r. podzielił III miejsce w kołowym turnieju w Kopenhadze. Zanotował również udany występ w tradycyjnym otwartym turnieju Politiken Cup (również w Kopenhadze), dzieląc w bardzo silnej stawce zawodników IV miejsce. W 2004 r. podzielił II miejsce w kolejnym turnieju open w Esbjergu. W 2005 r. uzyskał kolejny dobry rezultat w Politiken Cup, dzieląc II miejsce, za Konstantinem Sakajewem. W 2008 r. zdobył w Silkeborgu srebrny medal indywidualnych mistrzostw Danii oraz podzielił I m. w Kopenhadze (wspólnie z Henrikiem Danielsenem, Stellanem Brynellem i Nikolajem Mikkelsenem), natomiast w 2009 r. w tym samym mieście zdobył brązowy medal mistrzostw kraju. W 2012 r. po raz kolejny stanął na podium mistrzostw Danii, zajmując w rozegranym w Helsingørze finale 2. miejsce.
Najwyższy ranking w dotychczasowej karierze osiągnął 1 stycznia 2003 r., z wynikiem 2563 punktów zajmował wówczas 4. miejsce wśród duńskich szachistów.

## Wybrane publikacje
- Playing the Queen's Gambit − A Grandmaster Guide, Quality Chess Europe, Glasgow 2009, ISBN 978-1-906552-18-3